# Skołoszów (gmina)
Skołoszów (od 9 grudnia 1973 Radymno) – dawna gmina wiejska istniejąca w 1973 w woj. rzeszowskim (dzisiejsze woj. podkarpackie). Siedzibą władz gminy było Radymno (budynek byłej Szkoły Powszechnej w Skołoszowie).
Gmina została utworzona 1 stycznia 1973 w powiecie jarosławskim, w woj. rzeszowskim. Została ona utworzona z czterech zlikwidowanych biur rad gromadzkich: ze Skołoszowa, Młynów, Duńkowic i Sośnicy. Swym zasięgiem działania objęła wsie: 
- Skołoszów, Ostrów, Zamojsce, Zabłotce z byłej gromady Skołoszów;
- Sośnica, Święte z byłej gromady Sośnica;
- Duńkowice, Michałówka, Grabowiec, Nienowice, Łazy i Zaleska Wola z byłej gromady Duńkowice
- Młyny, Chotyniec, Chałupki Chotynieckie, Budzyń i Korczowa z byłej gromady Młyny[3][4][5][6].

I sesja Gminnej Rady Narodowej w Skołoszowie odbyła się 10 stycznia 1973. Na sesji tej został uchwalony regulamin rady i ukonstytuowały się organa gminnej rady narodowej. W głosowaniu tajnym radni dokonali wyboru przewodniczącego rady i jego zastępcy. W głosowaniu jawnym rada powołała swe komisje.
Gminna Rada Narodowa w Skołoszowie funkcjonowała tylko w 1973. 9 grudnia 1973 nazwę Skołoszów zmieniono na Radymno, równocześnie powołując wspólne rady narodowe dla gminy Radymno i miasta Radymno z siedzibą w Radymnie, mimo że formalnie były to dwie odrębne jednostki. 1 stycznia 1992 gminę Radymno i miasto Radymno podzielono wspólne organy obu gmin, utrwalając tym samym obecny podział na dwie gminy: miejską i wiejską.

## Władze gminy
- naczelnik gminy – Tadeusz Kasprzak
- sekretarz – Edward Haliniak